# Tinodes popovi
Tinodes popovi là một loài Trichoptera trong họ Psychomyiidae. Chúng phân bố ở miền Cổ bắc.